# Giuseppe Rotunno
Pour les articles homonymes, voir Rotunno.
Giuseppe Rotunno est un directeur de la photographie et professeur italien né le 19 mars 1923 à Rome (Italie) et mort le 7 février 2021 dans la même ville,.

## Biographie
Giuseppe Rotunno est célèbre pour ses fréquentes collaborations avec Federico Fellini et Luchino Visconti.
Il a reçu de nombreuses distinctions, notamment pour sa contribution au film de Bob Fosse Que le spectacle commence (All That Jazz, 1979) : lauréat du British Academy Film Award de la meilleure photographie et nommé pour l'Oscar de la meilleure photographie.
Il a également reçu le prix Pietro Bianchi à la Mostra de Venise 1995, a été régulièrement récompensé durant quatre décennies par des Rubans d'argent et Prix David di Donatello, et distingué à différentes reprises pour l'ensemble de sa carrière cinématographique.
Depuis 1988, il dirige en tant que professeur-coordinateur le cours de photographie (Image) de l'École nationale de cinéma de Rome, près du Centro sperimentale di cinematografia qui lui a rendu hommage en 2013 en fêtant ses 90 ans. Interrogé sur sa façon d'enseigner, Giuseppe Rotunno a répondu : « Je cherche surtout à éduquer l’œil des élèves, je les stimule afin de leur apprendre à regarder autour d'eux, à mémoriser la masse infinie d'informations qui leur parvient quotidiennement du monde extérieur. En observant avec attention, on apprend à connaître les formes, les couleurs, les objets d'une certaine époque. La technique est importante, mais il faut surtout apprendre à décrire avec légèreté ce que nous voyons »,.

### Hommage
« Le plus grand cameraman que je connaisse. »

— Ava Gardner, Mémoires (1990).
Giuseppe meurt à 97 ans, le 7 février 2021, à Rome.

## Distinctions

### Récompenses
- Ruban d'argent de la meilleure photographie : 
  - 1961 : Rocco et ses frères
  - 1963 : Journal intime
  - 1964 : Le Guépard
  - 1970 : Satyricon
  - 1977 : Le Casanova de Fellini
  - 1980 : La Cité des femmes
  - 1984 : Et vogue le navire…
  - 1990 : Les Aventures du baron de Münchhausen
- David di Donatello : 
  - 1966 : plaque d'or de la photographie pour La Bible
  - 1984 : meilleur directeur de la photographie pour Et vogue le navire…
  - 1986 : prix spécial Luchino Visconti à l'occasion du 10e anniversaire du décès de Luchino Visconti
  - 1990 : meilleur directeur de la photographie pour Dr. Graesler (inédit en France)
  - 2006 : prix du 50e anniversaire des David
- BAFTA 1981 : British Academy Film Award de la meilleure photographie pour Que le spectacle commence
- Mostra de Venise 1995 : prix Pietro Bianchi
- American Society of Cinematographers 1999 : prix international
- Camerimage 1999 : prix pour l'ensemble de sa carrière
- Globe d'or 1999 : prix pour l'ensemble de sa carrière
- prix Flaiano 1999 : prix pour l'ensemble de sa carrière
- Festival international du film de Palm Springs 2001 : prix  pour l'ensemble de sa carrière
- Festival international du court-métrage de Capalbio 2013 : prix pour l'ensemble de sa carrière

### Nominations
- Ruban d'argent de la meilleure photographie :
  - 1957	: nommé pour Une histoire de Monte Carlo
  - 1958	: nommé pour Nuits blanches
  - 1959	: nommé pour La Maja nue
  - 1960	: nommé pour La Grande Guerre et Polycarpe, maître calligraphe (Policarpo, ufficiale di scrittura, 1959)
  - 1962	: nommé pour Les Joyeux Fantômes
  - 1964 : nommé pour Les Camarades et Hier, aujourd'hui et demain
  - 1967 : nommé pour La Bible
  - 1974	: nommé pour Amarcord
  - 1976	: nommé pour Divine Créature
- National Society of Film Critics Awards 1971 : nommé pour prix de la meilleure photographie (4e place) pour Satyricon
- BAFTA 1978 : nommé pour le British Academy Film Award de la meilleure photographie pour Le Casanova de Fellini
- Oscars du cinéma 1980 : nommé pour l'Oscar de la meilleure photographie pour Que le spectacle commence

## Filmographie partielle

### Comme cadreur et directeur de la photographie
- 1954 : Attila, fléau de Dieu (Attila) de Pietro Francisci avec Anthony Quinn, Sophia Loren, Henri Vidal : couleur par Technicolor
- 1955 : Pain, amour, ainsi soit-il (Pane, amore, e...) de Dino Risi avec Vittorio De Sica, Sophia Loren : couleur par Eastmancolor
- 1957 : Une histoire de Monte Carlo (The Monte Carlo Story) de Samuel A. Taylor avec Marlene Dietrich, Vittorio De Sica : couleur par Technicolor
- 1957 : Les Nuits blanches (Le notti bianche) de Luchino Visconti avec Maria Schell, Marcello Mastroianni, Jean Marais : noir et blanc
- 1957 : La Blonde enjôleuse (La ragazza del palio) de Luigi Zampa
- 1958 : La Maja nue (The Naked Maja) d'Henry Koster avec Ava Gardner, Anthony Franciosa : couleur par Technicolor, Technirama
- 1959 : La Grande Guerre (La grande guerra) de Mario Monicelli avec Alberto Sordi, Vittorio Gassman, Silvana Mangano : noir et blanc, CinemaScope
- 1959 : Le Dernier Rivage (On the Beach) de Stanley Kramer avec Ava Gardner, Gregory Peck : noir et blanc
- 1960 : Cinq Femmes marquées (5 Branded Women) de Martin Ritt avec Silvana Mangano, Jeanne Moreau : noir et blanc
- 1960 : L'Ange pourpre (The Angel Wore Red) de Nunnally Johnson avec Ava Gardner, Dirk Bogarde : noir et blanc
- 1960 : Rocco et ses frères (Rocco e i suoi fratelli) de Luchino Visconti avec Alain Delon, Annie Girardot : noir et blanc
- 1961 : Les Joyeux Fantômes (Fantasmi a Roma) d'Antonio Pietrangeli avec Marcello Mastroianni, Vittorio Gassman, Sandra Milo : couleur par Technicolor, CinemaScope
- 1961 : Le Meilleur Ennemi (The Best of Enemies) de Guy Hamilton avec David Niven, Alberto Sordi : couleur par Technicolor, Technirama
- 1962 : Boccace 70, film à sketches, épisode Le Travail (Il lavoro) de Luchino Visconti avec Romy Schneider, Tomás Milián : couleur par Technicolor
- 1962 : Journal intime (Cronaca familiare) de Valerio Zurlini avec Marcello Mastroianni, Jacques Perrin : couleur par Technicolor
- 1963 : Le Guépard (Il Gattopardo) de Luchino Visconti avec Alain Delon, Burt Lancaster, Claudia Cardinale : couleur par Technicolor, CinemaScope et Super Technirama 70
- 1963 : Les Camarades (I compagni) de Mario Monicelli avec Marcello Mastroianni, Renato Salvatori, Bernard Blier et François Périer : noir et blanc
- 1963 : Hier, aujourd'hui et demain (Ieri, oggi, domani) de Vittorio De Sica avec Sophia Loren et Marcello Mastroianni : couleur par Technicolor, Techniscope
- 1966 : La Bible (The Bible: In the Beginning...) de John Huston avec Ava Gardner, Stephen Boyd, Peter O'Toole : couleur par DeLuxe, 70 mm, Dimension 150
- 1967 : Les Sorcières (Le streghe), film à sketches de Luchino Visconti, Mauro Bolognini, Pier Paolo Pasolini, Franco Rossi, Vittorio De Sica, avec Silvana Mangano, Annie Girardot, Clint Eastwood : couleur par DeLuxe
- 1967 : L'Étranger (Lo straniero) de Luchino Visconti avec Marcello Mastroianni, Anna Karina : noir et blanc et couleur
- 1968 : Histoires extraordinaires, film à sketches, épisode de Federico Fellini Il ne faut jamais parier sa tête avec le diable (Toby Dammit) avec Terence Stamp : couleur par Eastmancolor
- 1969 : Satyricon (Fellini Satyricon) de Federico Fellini avec Martin Potter, Hiram Keller : couleur par DeLuxe, Panavision
- 1969 : Le Secret de Santa Vittoria (The Secret of Santa Vittoria) de Stanley Kramer avec Anthony Quinn, Anna Magnani : couleur par Technicolor, Panavision
- 1970 : Les Fleurs du soleil (I girasoli) de Vittorio De Sica avec Sophia Loren, Marcello Mastroianni : couleur par Technicolor
- 1971 : Ce plaisir qu'on dit charnel (Carnal Knowledge) de Mike Nichols avec Jack Nicholson, Candice Bergen : couleur par Technicolor, Panavision
- 1972 : Fellini Roma (Roma) de Federico Fellini avec Federico Fellini, Anna Magnani, Gore Vidal : couleur par Technicolor
- 1972 : L'Homme de la Manche (Man of La Mancha) d'Arthur Hiller avec Peter O'Toole, Sophia Loren : couleur par Deluxe, 70 mm
- 1973 : Film d'amour et d'anarchie (Film d'amore e d'anarchia, ovvero 'stamattina alle 10 in via dei Fiori nella nota casa di tolleranza...’) de Lina Wertmüller avec Giancarlo Giannini et Mariangela Melato : couleur par Technicolor
- 1973 : Amarcord de Federico Fellini avec Magali Noël, couleur par Technicolor
- 1975 : Divine Créature (Divina creatura) de Giuseppe Patroni Griffi avec Laura Antonelli, Terence Stamp et Marcello Mastroianni : couleur par Technicolor
- 1976 : Le Casanova de Fellini (Il Casanova di Federico Fellini) de Federico Fellini avec Donald Sutherland, Tina Aumont : couleur par Technicolor
- 1979 : Que le spectacle commence (All That Jazz) de Bob Fosse avec Roy Scheider, Jessica Lange : couleur par Technicolor
- 1980 : La Cité des femmes (La città delle donne) de Federico Fellini avec Marcello Mastroianni, Anna Prucnal, Ettore Manni : couleur
- 1980 : Popeye de Robert Altman avec Robin Williams, Shelley Duvall : couleur, Technovision
- 1981 : Une femme d'affaires (Rollover) d'Alan J. Pakula avec Jane Fonda, Kris Kristofferson : couleur par Technicolor
- 1982 : Cinq jours, ce printemps-là (Five Days One Summer) de Fred Zinnemann avec Sean Connery, Lambert Wilson : couleur par Technicolor
- 1983 : Et vogue le navire… (E la nave va) de Federico Fellini avec Freddie Jones, Pina Bausch : noir et blanc et couleur
- 1984 : Desiderio d'Anna Maria Tatò avec Fanny Ardant : couleur
- 1985 : Kalidor (Red Sonja) de Richard Fleischer avec Arnold Schwarzenegger, Brigitte Nielsen : couleur par Metrocolor, Technovision
- 1987 : Assistance à femme en danger (Rent-a-Cop) de Jerry London : couleur
- 1988 : Les Aventures du baron de Münchhausen (The Adventures of Baron Münchhausen) de Terry Gilliam avec John Neville, Sarah Polley, Oliver Reed : couleur par Eastmancolor
- 1989 : Dr. Graesler (Mio caro dottor Gräsler) de Roberto Faenza avec Keith Carradine, Kristin Scott Thomas : couleur (inédit en France)
- 1991 : À propos d'Henry (Regarding Henry) de Mike Nichols avec Harrison Ford, Annette Bening : couleur par Technicolor
- 1994 : Wolf de Mike Nichols avec Jack Nicholson, Michelle Pfeiffer : couleur par Technicolor
- 1995 : Sabrina de Sydney Pollack avec Harrison Ford, Julia Ormond : couleur par Deluxe
- 1996 : Le Syndrome de Stendhal (La sindrome di Stendhal) de Dario Argento avec Asia Argento, Thomas Kretschmann : couleur